# 35 a.C.

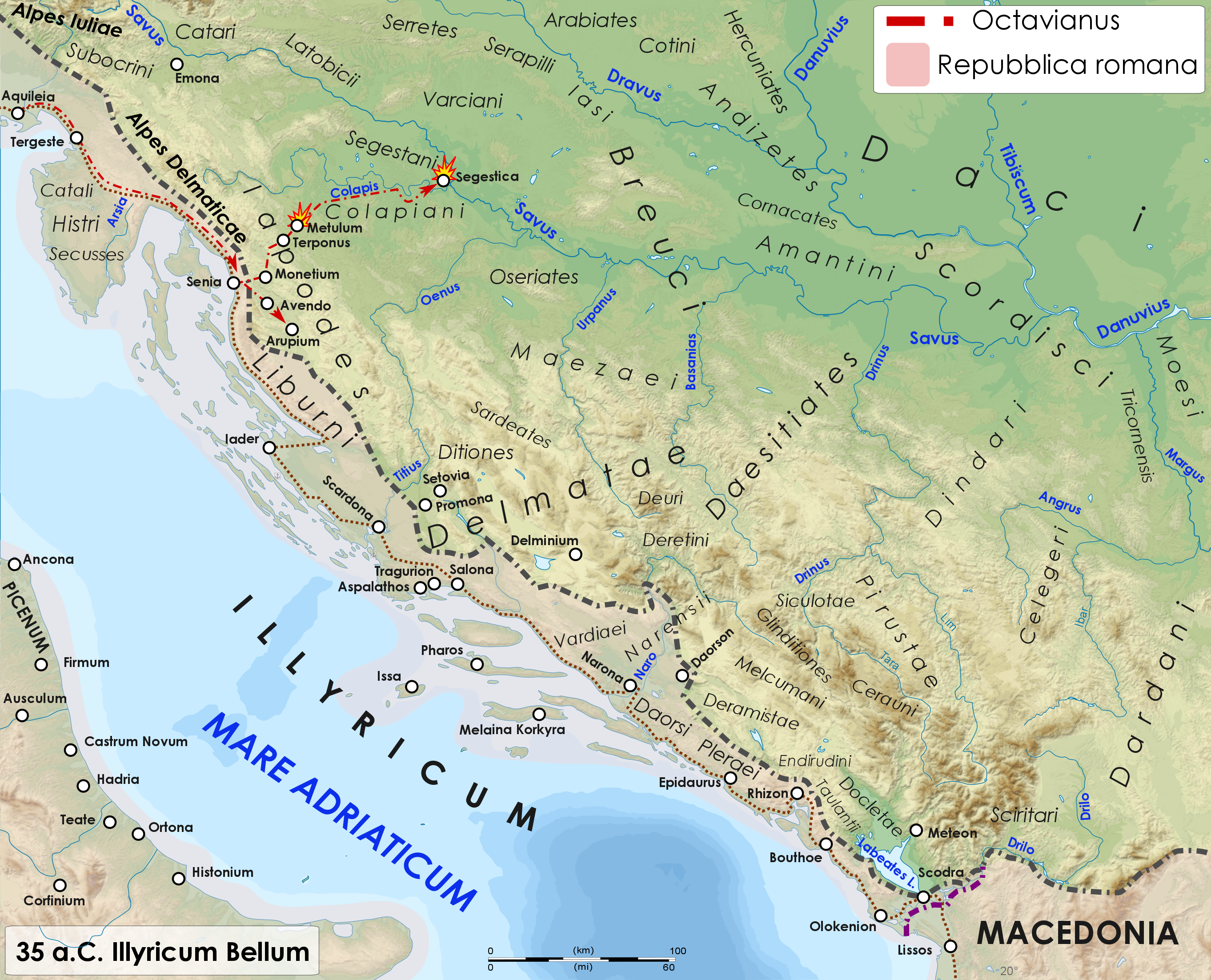
La prima campagna militare di Ottaviano nell'Illyricum (35 a.C.)

Il 35 a.C. (XXXV a.C. in numeri romani) è un anno  del I secolo a.C.

## Eventi
- Gaio Asinio Pollione inizia la stesura delle Historiae.
- Orazio pubblica il I libro delle Satire, dedicato a Mecenate.
- Inizia la prima delle campagne militari di Ottaviano in Illirico (35-33 a.C.), al termine della quale viene occupata l'oppidum di Segesta, trasformata dai romani nella fortezza legionaria di Siscia (Sisak). Il paese, comunque, non sarà completamente sottomesso fino al 9 a.C.
- Sesto Pompeo è console a Roma.

## Nati
- Alessandro, principe († 7 a.C.)
- Glafira, principessa († 7)
- Mummia Acaica, nobildonna romana († 3 a.C.)

## Morti
- Menodoro, ammiraglio greco antico
- Pompea Magna, nobildonna romana
- Sesto Pompeo, militare e politico romano
- Seleuro, criminale romano